# Miriam Bonaventura
Miriam Bonaventura (6 novembre 1989) è una calciatrice italiana, di ruolo portiere.

## Palmarès
- Campionato italiano di Serie B: 2

San Zaccaria: 2013-2014 (secondo livello)
Imolese: 2010-2011(terzo livello)

### Presenze e reti nei club
Statistiche aggiornate al 14 maggio 2022.
| Stagione            | Squadra             | Campionato          | Campionato | Campionato | Coppe nazionali | Coppe nazionali | Coppe nazionali | Coppe internazionali | Coppe internazionali | Coppe internazionali | Altre coppe | Altre coppe | Altre coppe | Totale | Totale |
| Stagione            | Squadra             | Comp                | Pres       | Reti       | Comp            | Pres            | Reti            | Comp                 | Pres                 | Reti                 | Comp        | Pres        | Reti        | Pres   | Reti   |
| ------------------- | ------------------- | ------------------- | ---------- | ---------- | --------------- | --------------- | --------------- | -------------------- | -------------------- | -------------------- | ----------- | ----------- | ----------- | ------ | ------ |
| 2013-2014           | San Zaccaria        | B                   | 15         | ?          | CI              | ?               | ?               | -                    | -                    | -                    | -           | -           | -           | 15+    | ?      |
| 2014-2015           | San Zaccaria        | A                   | 20         | ?          | CI              | ?               | ?               | -                    | -                    | -                    | -           | -           | -           | 20+    | ?      |
| Totale San Zaccaria | Totale San Zaccaria | Totale San Zaccaria | 35         | -43        |                 | ?               | ?               |                      | -                    | -                    |             | -           | -           | 35+    | -43+   |
| Totale carriera     | Totale carriera     | Totale carriera     | 35         | -43        |                 | ?               | ?               |                      | -                    | -                    |             | -           | -           | 35+    | -43+   |